# Corseaux
Corseaux (toponimo francese) è un comune svizzero di 2 220 abitanti del Canton Vaud, nel distretto della Riviera-Pays-d'Enhaut.

## Geografia fisica
Corseaux è affacciato sul lago di Ginevra.

## Monumenti e luoghi d'interesse

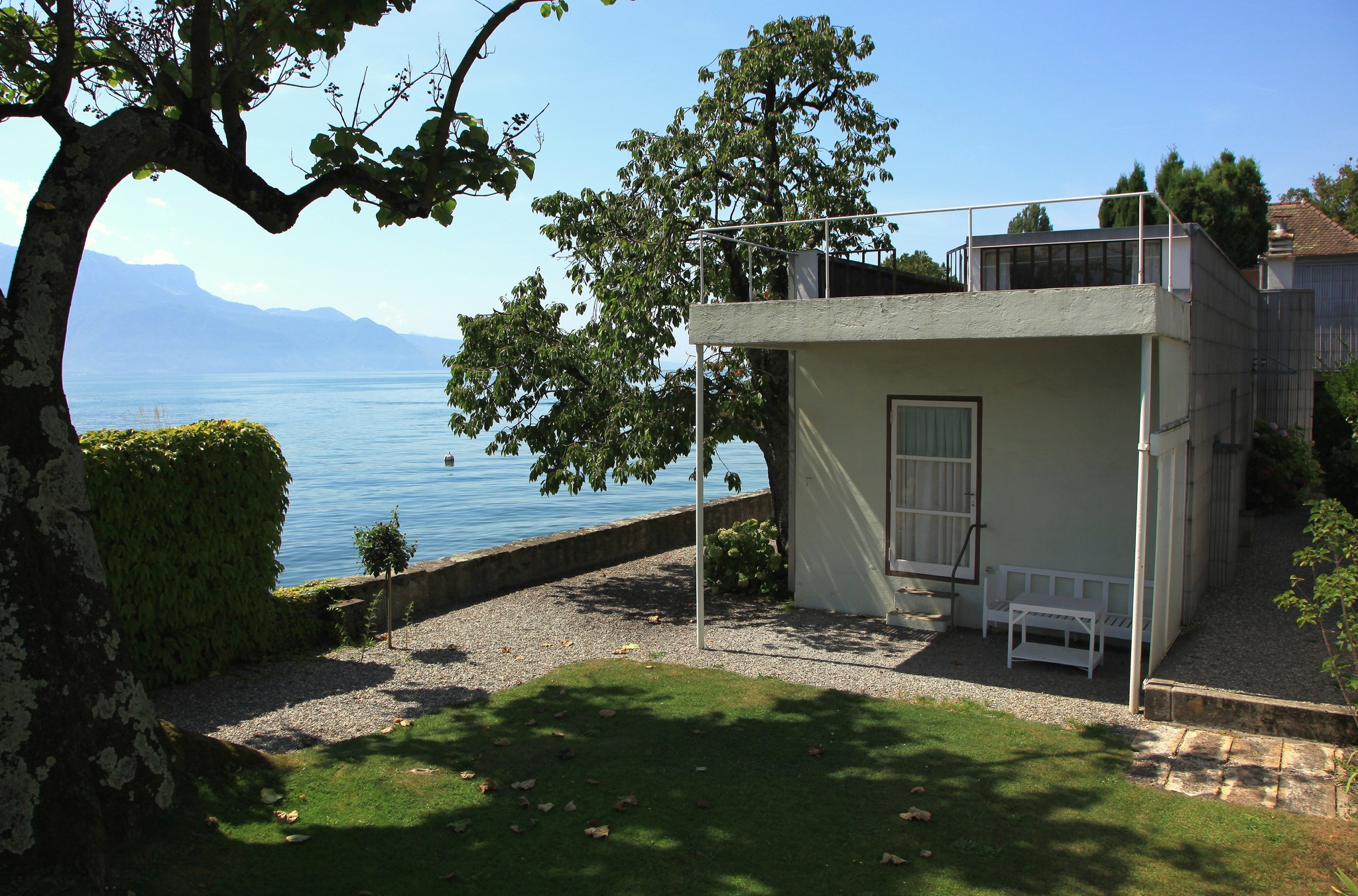
Villa Le Lac

- Villa Le Lac, eretta nel 1924 da Le Corbusier e Pierre Jeanneret[1].

## Società

### Evoluzione demografica
L'evoluzione demografica è riportata nella seguente tabella:
Abitanti censiti

## Infrastrutture e trasporti
Corseaux è servito dall'omonima stazione sulla funicolare Vevey-Mont-Pèlerin.

## Amministrazione
Ogni famiglia originaria del luogo fa parte del cosiddetto comune patriziale e ha la responsabilità della manutenzione di ogni bene ricadente all'interno dei confini del comune.